# Gilia Gutiérrez
Gilia Ninfa Gutiérrez Ayala (Moquegua, 30 de agosto de 1990) es bachiller en derecho y política peruana. Es la actual gobernadora regional de Moquegua desde el 1 de enero de 2023, siendo elegida en las elecciones regionales 5 de octubre pasando a segunda vuelta a las elecciones de diciembre del 2022.

## Biografía
Nació en la provincia de Sánchez Cerro, ubicado en el departamento de Moquegua en Perú, el 30 de agosto de 1990.
Cursó sus estudios primarios en su localidad natal y los secundarios también; todos ellos dentro del departamento de Moquegua. Luego ingresó a la Universidad Alas Peruanas de donde saco su título de bachiller en derecho en el año 2013.
Ha laborado como prefecta regional de Moquegua desde el año 2019 cuando fue designada por el entonces presidente Martín Vizcarra, también de origen moqueguano. Sus labores duraron hasta el año 2020 tras su renuncia después de que se difundieran unos videos en los que se veía que organizaba fiestas en su domicilio pese a las prohibiciones legales en dicha época a consecuencia del COVID.
https://prensaregional.pe/aceptan-renuncia-de-gilia-gutierrez-como-prefecta-regional/
Asimismo trabajo en la elaboración del informe sobre la Conflictividad Social entre los años 2021 y 2022.

## Carrera política
Como política se inició como candidata al Congreso de la República por Peruanos Por el Kambio en el año 2016.

### Gobernadora Regional de Moquegua
En las elecciones regionales del año 2022, Gilia Gutiérrez postuló a la presidencia del Gobierno Regional de Moquegua por el partido político Somos Perú, siendo la candidata más joven de la contienda electoral con solo 31 años. Culminando las elecciones, Gutiérrez quedó en el segundo lugar por debajo del candidato y exgobernador Jaime Rodríguez Villanueva del Movimiento Kausachum, quien había quedado con el 28.7% de votos. Tras no haber pasado el umbral del 30%, Gutiérrez junto con Rodríguez pasaron a una segunda vuelta electoral.
Finalmente el 5 de diciembre del 2022, Gilia Gutiérrez ganó las elecciones con un 52,7% de los votos válidos, convirtiéndose en gobernadora regional de Moquegua para el periodo 2023-2026.
El 1 de enero del 2023, Gutiérrez asumió formalmente el cargo y se convirtió en la segunda mujer en ejercer la presidencia del Gobierno Regional de Moquegua, siendo ejercido antes por Cristala Constantinides.
En el año 2024, Gilia Gutiérrez decidió renunciar a su militancia en Somos Perú para luego afiliarse a Perú Primero, partido político del expresidente Martín Vizcarra.
Su actual gestión al mando del Gobierno Regional de Moquegua, viene siendo marcada por una serie de escándalos vinculados a presuntos hechos de corrupción que vienen siendo investigados por el Ministerio Público, esto por contrataciones de bienes y servicios que vinculan a su hermana y a la pareja sentimental de esta última.